# Сушка (процесс)
Сушка (высушивание) — тепломассообменный процесс удаления жидкости из твёрдых, жидких веществ или их смесей с помощью испарения. Чаще всего в качестве удаляемой жидкости выступают влага или летучие органические растворители.
В самом общем случае процесс сушки происходит следующим образом: нагретый газовый поток, отдавая тепло обрабатываемому материалу, вбирает в себя испаряемую им жидкость, удаляя её из общей массы вещества. Часто сушка является последним этапом в процессе производства, непосредственно предшествующим продаже или упаковке продукции.

## Классификация способов сушки
Существует множество вариантов классификации способов сушки в зависимости от используемого процесса. Непосредственный выбор метода зависит от физического состояния сырья, его химического состава, требуемых свойств конечного продукта и экономичности процесса.

### По способу воздействия сушильного агента
- Естественная сушка — сушка на открытом воздухе при естественном освещении, без влияния человека на факторы интенсифицирующие процесс (температуры продукта и сушильного агента (воздуха), давление, скорость движения сушильного агента, влажность и т. д.). Используется для сушки плодов, ягод, грибов, рыбы в регионах с подходящими климатическими условиями.
- Искусственная сушка — производится в специальных аппаратах (сушильных установках), с принудительным изменением факторов, влияющих на интенсивность процесса (температура, давление, влажность, геометрические размеры объекта сушки и т. д.).

### По давлению в рабочей камере
- Атмосферная — сушильным агентом является, как правило, атмосферный воздух с отклонением давления в сушильной камере не выше 49 кПа.
- Вакуумная — сушка производится в вакууме.
- Под избыточным давлением.

### По способу подвода тепла к влажному материалу сушилки классифицируются на
- Конвективные — тепловая энергия передается конвекцией;
- Кондуктивные (контактные) — тепловая энергия передается с помощью теплопроводности;
- Волновые:
  - Терморадиационные — тепловая энергия передается с помощью термоизлучения;
  - Высокочастотные — тепловая энергия преобразуется из электрической внутри высушиваемого материала;
  - Акустические
- Комбинированные — передача тепла осуществляется с помощью комбинаций вышеупомянутых способов.

### В зависимости от направления движения высушиваемого материала и сушильного агента
- Прямоточные — направление движения высушиваемого материала и сушильного агента совпадает;
- Противоточные — направление движения высушиваемого материала и сушильного агента противоположное;
- Перекресточные — направление движения высушиваемого материала перпендикулярно направлению сушильного агента.

### По виду сушильного агента
- Аппараты, использующие нагретый воздух;
- Установки, использующие дымовые или инертные газы;
- Установки, используемые смесь воздуха с дымовыми газами;
- Установки, используемые перегретый или насыщенный пар;
- Установки, использующие жидкий теплоноситель;
- Установки, использующие электрической ток.

### По способу нагрева сушильного агента
- Установки с паровыми калориферами;
- Установки с огневыми калориферами;
- Установки с топками на жидком топливе;
- Установки с топками на газовом топливе.

### По кратности использования сушильного агента
- С однократным использованием нагретого воздуха;
- С многократным использованием нагретого воздуха.

### По виду объекта сушки
- Для твердых материалов (крупных, мелких, пылевидных);
- Для гибких материалов (нитей, плёнок, тканей, нетканых материалов);
- Для жидких материалов;
- Для пастообразных продуктов.

### По режиму работы
- Периодического действия;
- Непрерывного действия.

### По гидродинамическому режиму
Различают сушилки с неподвижным, взвешенным и перемешиваемым слоем материала.

### По конструкции
Камерные, шнековые, пневматические трубные, тарельчатые, роторные, барабанные, ленточные, шахтные, вихревые, кипящего слоя, аэрофонтанные, вальцовые (вальцовая сушилка), вибрационные, распылительные и т.д.